# Белвидир (Њу Џерзи)
Белвидир (енгл. Belvidere) град је у америчкој савезној држави Њу Џерзи. По попису становништва из 2010. у њему је живело 2.681 становника.

## Демографија
Према попису становништва из 2010. у граду је живело 2.681 становника, што је 90 (3,2%) становника мање него 2000. године.
| Група             | 2000.         | 2010.         |
| Белци             | 2.655 (95,8%) | 2.494 (93,0%) |
| Афроамериканци    | 14 (0,5%)     | 42 (1,6%)     |
| Азијати           | 14 (0,5%)     | 21 (0,8%)     |
| Хиспаноамериканци | 64 (2,3%)     | 97 (3,6%)     |
| Укупно            | 2.771         | 2.681         |